# マヌエル・パラシオス
マヌエル・エミリオ・パラシオス・ムリージョ（Manuel Emilio Palacios Murillo 、1993年2月13日 - ）は、コロンビア・キブド出身のプロサッカー選手。武漢三鎮足球倶楽部所属。ポジションはフォワード。
Kリーグ時代の登録名はパラシオス（ハングル: 팔라시오스）。

## クラブ歴
コロンビアのキブドで生まれ育ち、カテゴリア・プリメーラAのパトリオタスでサッカーを始めた。2シーズンでリーグ戦50試合近く出場をした。
21歳の時に、ポルトガルに渡りセグンダ・リーガのアトレティコCPにフリーで移籍をした。
2014年8月31日、CDトロフェンセ戦でデビューし、1年目を通して30以上のキャップを重ねたが、最終的にチームは降格した。
2019年、アトレティコ・ウイラからKリーグ2のFC安養に期限付き移籍をした。
2020-21シーズン、Kリーグ1・浦項スティーラースに完全移籍をした。
2022年3月、城南FCに完全移籍をした。
2023年4月8日、成都蓉城足球倶楽部に移籍した。
2025年2月17日、武漢三鎮足球倶楽部に移籍した。